# Steatoda nigrocincta
Steatoda nigrocincta là một loài nhện trong họ Theridiidae.
Loài này thuộc chi Steatoda. Steatoda nigrocincta được Octavius Pickard-Cambridge miêu tả năm 1885.